# Paolo Fontanelli
Paolo Fontanelli (Santa Maria a Monte, 5 luglio 1953) è un politico italiano, sindaco di Pisa dal 14 dicembre 1998 al 13 febbraio 2008.
È stato deputato alla Camera del PD per due legislature: la XVI e la XVII, ricoprendo vari incarichi parlamentari tra cui quello di questore della Camera dei deputati nella XVII.

## Biografia
Nato il 5 luglio 1953 a Santa Maria a Monte, in provincia di Pisa, sposato e con un figlio, alla fine degli anni sessanta, appena conseguito il diploma professionale (licenza media), svolge l'attività di operaio in un’azienda metalmeccanica e si appassiona alla politica, dove s'iscrive al Partito Comunista Italiano (PCI).
I primi impegni amministrativi lo vedono dal 1975 al 1985 come consigliere comunale di Santa Croce sull'Arno per il PCI, per poi dal 1985 al 1990 come consigliere provinciale di Pisa, ricoprendo la carica di capogruppo per il suo partito.
Membro del comitato centrale del PCI, diventa nel 1988 segretario provinciale, e in seguito al scioglimento del partito con la svolta della Bolognina di Achille Occhetto nel 1991, aderisce alla nascita del Partito Democratico della Sinistra (PDS), dove mantiene l'incarico di segretario provinciale nel PDS fino al 1995.

### Assessore della Regione Toscana

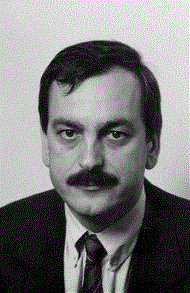
Paolo Fontanelli nel 1995

Nel 1995, dopo delle elezioni primarie, viene candidato alle elezioni regionali in Toscana di quell'anno col PDS, nella mozione del presidente uscente Vannino Chiti, venendo eletto, con 3.571 preferenze nella circoscrizione di Pisa in consiglio regionale della Toscana. Successivamente entra a far parte della giunta regionale della Toscana presieduta dal rieletto Chiti, con l'incarico di assessore con deleghe regionali alla presidenza, alla protezione civile, al coordinamento delle politiche del lavoro e occupazionali. Durante il suo periodo da assessore della Regione Toscana si occupa di seguire in modo particolare, in qualità di coordinatore delle Regioni, le problematiche dell’attuazione della Legge Bassanini nel campo delle politiche del lavoro.
Nel giugno 1996 in seguito ad una terribile alluvione che colpisce l'Alta Versilia e parte della Garfagnana, viene nominato sub-commissario per la costruzione, dove segue direttamente, sul luogo, la gestione operativa guidata dalla Regione Toscana, da cui nasce un’esperienza di Protezione Civile che diventa un riferimento nazionale, il cosiddetto "Modello Versilia".

### Sindaco di Pisa

#### Primo mandato
Nel 1998 aderisce alla svolta in chiave moderna di Massimo D'Alema dal PDS ai Democratici di Sinistra (DS), per unificare il PDS con altre forze della sinistra italiana e "ammainare" definitivamente il simbolo falce e martello in riferimento al comunismo, in favore alla rosa della socialdemocrazia. Alle elezioni amministrative del 1998 si candida a sindaco di Pisa, sostenuto da una coalizione di centro-sinistra formata da DS, Partito Popolare Italiano, Federazione dei Verdi, Partito dei Comunisti Italiani, Socialisti Democratici Italiani e le liste civiche "Lista Persone" e "Sinistra Oltre".
Al primo turno del 29 novembre 1998 ottiene il 48,33% dei voti, accedendo al secondo turno contro il candidato del centro-destra, in quota Alleanza Nazionale, Carlo Alberto Dringoli, fermo al 34,41% dei voti. Al ballottaggio del successivo 13 dicembre Fontanelli viene eletto sindaco di Pisa con il 56,63% dei voti, contro il 41,64% di Dringoli.

#### Secondo mandato
Alle elezioni amministrative del 25 e 26 maggio 2003, sostenuto da: DS, La Margherita di Rutelli, Partito dei Comunisti Italiani, i Socialisti Democratici Italiani assieme all'UDEUR di Clemente Mastella, i Verdi, l'Italia dei Valori di Antonio Di Pietro e le liste civiche "Per Pisa" e "Lista Civile", è stato riconfermato a questa carica in seguito alla vittoria nel primo turno con il 57,7% dei voti.
Dall’ottobre 2004 è Presidente dell'Associazione Nazionale Comuni Italiani (ANCI) Toscana, e il mese successivo viene nominato membro effettivo del Comitato delle Regioni dell’Unione Europea. Nel 2006 viene confermato membro del Comitato delle Regioni ed è nominato Capo della Delegazione italiana.

### Elezione a deputato
Nel 2008, dopo due mandati da sindaco di Pisa, si dimette per candidarsi alle elezioni politiche di quell'anno tra le file del Partito Democratico (PD), nel quale viene eletto deputato per la prima volta. Nella XVI legislatura della Repubblica è stato componente della 1ª Commissione Affari Costituzionali, della Presidenza del consiglio e interni, oltre che membro della Commissione parlamentare d'inchiesta sugli errori in campo sanitario e sulle cause dei disavanzi sanitari regionali, subentrato il 16 aprile 2012 a Livia Turco.
Il 24 novembre 2009 Pier Luigi Bersani, neo-eletto segretario del Partito Democratico, lo nomina nella sua segreteria nazionale come Responsabile Salute del partito.

### Questore della Camera dei deputati

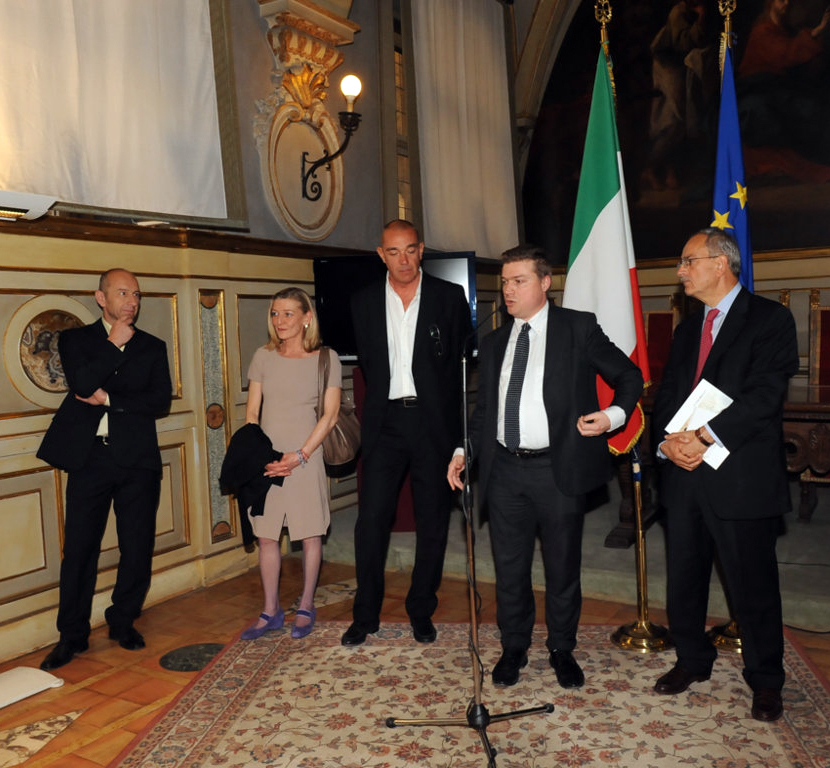
Fontanelli all'inaugurazione della mostra di Andrea Benetti allestita a Montecitorio con il professor Marco Peresani, la professoressa Silvia Grandi e il deputato Andrea De Maria

Nel dicembre 2012 partecipa alle primarie "Parlamentarie" indette dal PD per la scelta dei candidati alle successive elezioni politiche del 24 e 25 febbraio. Alle elezioni politiche del 2013 viene ricandidato alla Camera, e rieletto deputato tra le file del PD nella circoscrizione Toscana.
Il 21 marzo 2013 è stato eletto Questore della Camera dei deputati per il PD con 309 voti.
Nel febbraio 2017, non condividendo molte delle scelte fatte dal PD e del suo segretario Matteo Renzi, tanto che arriva ad affermare: "Il sentimento che ho sentito crescere ancora di più (...) è quello della difficoltà e della fatica a continuare a sentire il PD come la casa propria", decide di lasciare il PD per aderire al nuovo movimento e gruppo parlamentare chiamato (allora) Articolo 1 - Movimento Democratico e Progressista di Pier Luigi Bersani, Massimo D'Alema e Roberto Speranza, formato da fuoriusciti del PD e di Sinistra Italiana guidati da Arturo Scotto (ex capogruppo di SEL alla Camera). Di questa nuova formazione Fontanelli diventa il coordinatore provinciale di Pisa.

### Candidatura al Senato e fuori dal Parlamento
Alle elezioni politiche del 4 marzo 2018 viene candidato al Senato della Repubblica per Liberi e Uguali (LeU), lista elettorale guidata dal presidente del Senato uscente Pietro Grasso, senza risultare eletto.